# Jan Filopon
Jan Filopon, również Jan Gramatyk (gr.: Ἰωάννης ὁ Φιλόπονος, łac. Ioannes Alexandrensis albo Christianus, ur. ok. 475–ok. 490, zm. ok. 567–ok. 580) – filozof, teolog, filolog, lekarz i matematyk bizantyński.
Jako filozof, Filopon komentował pisma Arystotelesa, przedkładając jednak własne obserwacje nad jego autorytet. W ten sposób wniósł istotny wkład w liczne dziedziny filozofii przyrody. Z jego pism korzystali filozofowie muzułmańscy i średniowieczni. Jako teolog głosił poglądy uznane następnie za monofizyckie i potępione na Soborze konstantynopolitańskim III.

## Życiorys
O życiu Jana Filopona wiadomo niewiele. Jako datę urodzin podaje się 475, 480 lub 490 rok. Miejscem jego urodzenia była Cezarea lub Aleksandria. Studiował w Aleksandrii w szkole założonej przez Hermiasza, u Amoniusza syna Hermiasza, który od studiów platońskich zwrócił się ku Arystotelesowi. U Amoniusza studiowali wszyscy wybitniejsi neoplatonicy tego czasu: Asklepios, Olimpiodor i w przyszłości główny przeciwnik filozoficzny Filopona, Symplicjusz. Wedle źródeł arabskich Filopon został później biskupem Aleksandrii. Wszechstronnie utalentowany, zajmował się twórczo filozofią, teologią, gramatyką, medycyną, astronomią i arytmetyką. Otrzymał w związku z tym przydomek "Filoponos" (Pracowity). Wedle innej hipotezy przydomek pisarza miał pochodzić od nazwy liturgiczno-ascetycznej sekty filoponoi (pracowitych), do której Filopon w młodości należał. Sam nazywa siebie "Gramatykiem", jako że objął w Aleksandrii katedrę gramatyki i wykładał gramatykę dla miejscowej społeczności koptyjskiej. Zmarł w Aleksandrii. Jego śmierć jest datowana na ok. 567, ok. 570 lub ok. 580 rok.

## Twórczość

### Dzieła filozoficzne
Zgodnie z tradycją szkoły, z której wyszedł, interesował się twórczością Arystotelesa. Napisał komentarze do Kategorii, Analityk pierwszych, Analityk drugich, O duszy, Meteorologii, Fizyki, Metafizyki, a także do Isagogi Porfiriusza. Cztery z komentarzy Filopona powstały na podstawie lektury komentarzy Ammoniusza syna Hermiasza, jak zaznacza sam autor, choć wykazują znaczną niezależność i różnice. Kolejne trzy komentarze, do Kategorii, Fizyki i Meteorologii, są samodzielnymi pracami Filopona. W swoich komentarzach Filopon wielokrotnie nie zgadza się z Arystotelesem, proponując własne rozwiązanie stawianych przez niego problemów. Filopon starał się również łączyć, choć nie zawsze konsekwentnie, arystotelizm z chrześcijaństwem. Czynił również pewne ustępstwa dla platonizmu i stoicyzmu.
Filopon jest też autorem dwóch samodzielnych prac filozoficznych: Contra Aristotelem, (praca zaginęła, długie jej fragmenty zachowały się u Symplicjusza w komentarzach do O niebie i Fizyki Arystotelesa) oraz Przeciw Proklosowi o wieczności świata (Katá Pròklu perí ajdiòtetos kòsmu). W tej drugiej, liczącej 18 ksiąg, pracy polemizuje z twierdzeniem Proklosa i filozofii starożytnej w ogóle, że świat istniał odwiecznie. Dzieło zachowało się w przekładzie syryjskim. W księdze I Filopon wskazywał, że nieskończoność Boga można poznać po nieskończoności Jego działania, i polemizował z poglądem, że stosunek światła do słońca jest analogiczny jak świata do Boga. W księdze II wywiódł, że idee zawsze są w Bogu, w księdze III wyjaśniał, dlaczego Bóg nie zawsze korzysta ze swej mocy, posługując się Arystotelesowskim podziałem na akt i możność. Księgę IV poświęcił niezmienności Boga, Jego opatrzności, i dowodził, że istnienie świata niczego nie dodaje do doskonałości Boga. W księdze V mówił o wieczności i czasie, w VI o tym, że świat został wytworzony. W księdze IX sprzeciwiał się przedkładaniu Platona nad prawdę, wskazując na błędy u Platona i dowodząc, że materia i formy materialne zostały stworzone. W księdze XI dowodził jedności materii pierwszej oraz wykazywał, że Platon nie uważa jej za odwieczną. W księdze XII podważał pogląd, że wszystko, co wytworzone, jest materialne. W księdze XV mówił o stosunku świata do jego modelu intelektualnie poznawalnego, w XVI – o jedności woli Boga, w XVIII - rozprawiał powtórnie o błędach Platona - o tym, że częściej szedł on za baśniami poetów niż za argumentami.
Filopon pozostawał w obrębie arystotelizmu, jednak jego komentarze do dzieł Stagiryty były niezwykle krytyczne. Różnił się od Arystotelesa w tak ważnych kwestiach jak zagadnienie ruchu, istnienie próżni, konieczność istnienia piątego elementu. Jego krytycyzm doprowadził go do serii innowacyjnych idei, czyniących go ważnym myślicielem wczesnego średniowiecza.

### Traktaty teologiczne
W późniejszym okresie życia Filopon zwrócił się od filozofii ku teologii. Jego poglądy teologiczne były równie radykalne i kontrowersyjne co poglądy filozoficzne. Nie uznając wieczności relacji, sprzeciwiał się kultowi obrazów. W chrystologii szedł za monofizyckim teologiem Sewerem z Antiochii. Nie czynił rozróżnienia pomiędzy naturą a hipostazą i wychodząc z Arystotelesowskiej zasady, że natura nie istnieje poza indywiduami, twierdził, że człowieczeństwo Chrystusa nigdy nie istniało samodzielnie. W swym głównym dziele teologicznym, zatytułowanym Rozjemca (Diajtetes e peri henoseos), uznawał za Porfiriuszem istnienie w Bogu trzech osób i konsekwentnie trzech odrębnych natur. Teoria ta, zwana tryteizmem, wywołała ostrą reakcję ze strony Leoncjusza z Bizancjum i Jerzego Pizydesa. Rozjemca zachował się w obszernych fragmentach w języku syryjskim oraz w pismach polemistów, oprócz dwóch wyżej wspomnianych, również u Jana Damasceńskiego. Wrogowie Filopona przekształcili złośliwie jego przydomek na Matajoponos (Pracujący na próżno). Poglądy teologiczne Filopona zostały potępione jako monofizyckie przez sobór konstantynopolitański III (681 r.). Wbrew koncepcjom neoplatońskim wprowadzenie duszy w ciało Filopon uważał za dobrodziejstwo uczynione człowiekowi przez Boga. Przyjmował istnienie aniołów jako substancji bezcielesnych, odmiennych od Boga i świata. Proces poznania Boga przyrównywał do przemiany moralnej człowieka.
Filopon zostawił też po sobie traktat O stworzeniu świata (Perí kosmopoíjas) w 7 księgach, w którym opierając się na dziełach Bazylego Wielkiego i Teodora z Mopsuestii dowodził wyższości biblijnego opisu stworzenia świata nad rozważaniami Arystotelesa. We wstępie położył nacisk na okoliczność, że biblijny opis stworzenia nie jest ani naukowym, ani filozoficznym wyjaśnieniem początku rzeczy, lecz zachętą do szukania Boga. Mojżesz nie był, zdaniem Filopona, fizykiem. Nie stawiał sobie pytań o naturę rzeczy, o substancję świata podksiężycowego. Jego celem było przekazać ludziom wiedzę o Bogu i nauczyć ich żyć zgodnie z nią. Jednocześnie Filopon sprzeciwiał się literalnej interpretacji Księgi Rodzaju rozwiniętej przez Kosmasa Indikopleustesa i jego następców z egzegetycznej szkoły antiocheńskiej. Uważał, że biblijny opis stworzenia nie stoi w sprzeczności z odkryciami filozofii.
Inna praca Filopona, Dysputy nad Paschą (De Paschate), ma duże znaczenie dla ustalenia daty Wielkiejnocy.
Focjusz przekazał tytuły 4 innych, dziś zaginionych, traktatów Filopona: Przeciw synodowi chalcedońskiemu (Focjusz, Biblioteka, cod. 55), Przeciw Janowi Scholastykowi (cod. 75), O Zmartwychwstaniu (cod. 21), w którym głosił pogląd, że ciała po zmartwychwstaniu nie będą tożsame z naszymi obecnymi ciałami, i O posągach (cod. 215), w którym polemizował z neoplatonikiem Jamblichem i jego dziełem Nauka pitagorejska.

### Prace gramatyczne, medyczne i matematyczne
Badania Filopona nad językiem greckim zaowocowały traktatem O akcencie (Toniká parangélamata) dotyczącym zagadnień fonetycznych i rozprawą leksykograficzną zatytułowaną Słownik (Perí ton diaphòros tonuménon kaj diáphora semainònton), poruszającą kwestie semantyki wyrazów. Obydwie, wzajemnie się uzupełniające prace zostały oparte na dziele gramatyka Herodiana, autora Prozodii ogólnej.
Z prac gramatycznych Filopona korzystał jeszcze w XIII wieku metropolita Koryntu, Grzegorz.
Filopon był też autorem dwóch rozpraw medycznych: O pulsie (Perí sphygmú) i O gorączce (Perí pyretú) oraz filozoficznego komentarza do Podstaw matematyki Nikomachosa z Gerazy, autora z III wieku przed Chr. W komentarzu zastosował pitagorejskie spekulacje liczbowe do objaśnienia powstania i budowy wszechświata.

## Poglądy

### Zagadnienie intelektu czynnego
Dla filozofii wieków średnich szczególne znaczenie miał komentarz Filopona do księgi III O duszy Arystotelesa dotyczący rozumienia intelektu czynnego. Zauważa on w nim, że wszyscy komentatorzy myśli Stagiryty zgodnie twierdzą, że każdy człowiek posiada własny intelekt bierny, różnią się natomiast w kwestii intelektu czynnego. Jedni twierdzą, że ponieważ ludzki intelekt jest czasem w możności, nie może być zatem intelektem czynnym. Uznają więc intelekt czynny za powszechny i przypisują go wyłącznie Bogu, który jest czystym aktem i nie ma w nim możności. Inni według Filopona twierdzą, że intelekt czynny nie może być Bogiem, uznają go za byt niższy od Boga, ale wyższy od człowieka (demiourgos), który oświeca każdego człowieka, proporcjonalnie do jego natury. Jeszcze inni zasadę intelektualnego poznania umieszczają w samej duszy ludzkiej, przyjmując istnienie w człowieku dwóch intelektów, biernego, istniejącego w nim z natury i działającego stale, oraz czynnego, działającego okresowo, gdy oświeca intelekt bierny. Za poprawną interpretację Arystotelesa Filopon uznaje pogląd, wedle którego człowiek posiada jeden, własny intelekt, który znajduje się już to w możności, już to w akcie. Broniąc tego poglądu wskazuje, że jeśli człowiek nie posiada własnego intelektu czynnego, nie jest możliwa nieśmiertelność jego duszy. Koncepcją tą uwolnił Filopon filozofię chrześcijańską od doktryny Aleksandra z Afrodyzji, który głosił jedność intelektu czynnego, wspólnego wszystkim ludziom i znajdującego się poza nimi. Jego spór z Symplicjuszem stał się zapowiedzią późniejszego sporu Tomasza z Akwinu z Awerroesem i jeszcze późniejszego Clemensa Brentany z Eduardem Zellerem.

### Kosmologia
W Przeciw Proklosowi Filopon odrzuca Arystotelesowską doktrynę piątej esencji i argumentuje za skończonością świata. Arystoteles uważał substancję, z której powstały ciała niebieskie za niezmienną, podobnie jak i ruch planet. Uważał, że ruch ten przebiega po okręgach i nie on ma udziału w ruchu znajdującej się pośrodku wszechświata ziemi. Filopon na podstawie obserwacji astronomicznych twierdził, że ruchy gwiazd nie są okrężne w prosty sposób, ale specyficzne dla każdego ciała niebieskiego. Pozostają w opozycji i sprzeczności jedne względem drugich. Są więc ruchami tego samego rodzaju, co ruchy w świecie podksiężycowym, ziemskim. Sprzeciwiając się Arystotelejsko-Ptolemejskiej wizji świata niebieskiego Filopon twierdził, że jest on mieszaniną czterech elementów (głównie wody i skrystalizowanego powietrza). Sprzeciwiał się również twierdzeniu Arystotelesa i Proklosa, że sfery niebieskie mają duszę.
Odrzucenie piątej esencji stanowi część ataku Filopona na wieczność świata. W starożytności poglądu Arystotelesa o wieczności wszechświata bronił Teofrast. Sprzeciwiali mu się Zenon i Epikur. Argument Epikura, o tym że byt, który ma zniszczalne części, sam musi być zniszczalny, powtarzali potem Lukrecjusz i Bazyli Wielki. Wśród myślicieli chrześcijańskich teorię ecyprōsis i skończoności świata głosili, oprócz Bazylego, Hipolit i Prokopiusz z Gazy. Filopon doszedł do tych samych wniosków na podstawie analizy ciał niebieskich. Wbrew Proklosowi twierdził, że nawet jeśli ruch gwiazd jest doskonały, to nie znaczy, że nigdy nie przestanie być doskonałym. Jak wszystkie rzeczy materialne w świecie, gwiazdy podlegają bowiem, co do swej mocy i trwania, woli Bożej.

### Przeciw Arystotelesowi o próżni
Wielu poprzedników Arystotelesa, w tym atomiści, utrzymywało, że ruch jest niemożliwy bez istnienia próżni. Arystoteles odwrócił ten pogląd (w Fizyce IV, 8) twierdząc, że istnienie próżni czyni ruch niemożliwym. Wychodził w swym twierdzeniu z dwóch założeń: że prędkość ruchu nie jest jednakowa oraz że zależy ona od gęstości środowiska, w którym ciało się porusza i od masy ciała. Najsłynniejszy dowód Arystotelesa przeciw istnieniu próżni wygląda następująco: jeżeli ciało porusza się w próżni, jego droga musi zajmować pewien czas. Czas ten musi pozostawać w jakimś stosunku do czasu ruchu w środowisku materialnym. Gęstość próżni równa się jednak zeru. Nie może więc istnieć żaden stosunek pomiędzy próżnią a innym, materialnym środowiskiem ruchu. Powietrze nie może być np. "dwa razy gęstsze" od próżni. Dlatego ruch w próżni jest niemożliwy. Nie przebiegałby bowiem w czasie, a jego prędkość byłaby nieskończona, co jest absurdem.
W swoim komentarzu do Fizyki Filopon atakuje twierdzenie, że gęstość środowiska ruchu pozostaje w bezpośrednim stosunku do czasu. Według Filopona ruch w próżni zajmuje pewien czas t, który jest określony przez jego rhōpe (siłę działającą w dół). To co dodaje do tego czasu środowisko, w którym ciało się porusza, jest poza czasem potrzebnym do jego przebycia. Porównaniem powinien być objęty ten dodatkowy czas potrzebny do przebycia środowiska. Gęstość środowiska jest proporcjonalna do tego czasu. Dla próżni ten dodatkowy czas wynosi zero, ponieważ nie stawia ona oporu ciału. Filopon uważa, że Arystoteles myli się, twierdząc że istnieje mierzalny stosunek zachodzący pomiędzy czasem potrzebnym do przebycia różnych środowisk i gęstością tych środowisk. Jedyny rzeczywisty stosunek zachodzi pomiędzy gęstością środowiska a czasem dodatkowym.

### Teoria impetu
Odrzuciwszy Arystotelesowski pogląd na próżnię Filopon zanegował twierdzenie Arystotelesa, że prędkość ruchu jest funkcją gęstości środowiska, w którym ciało się porusza i masy poruszającego się ciała. Filopon uważał, że środowisko ruchu nie jest wystarczającą przyczyną ruchu ciał. Jedyną czynną przyczyną ruchu była jego zdaniem masa ciała, która była wewnętrzną przyczyną ruchu w dół. Środowisko uważał za dodatkową przyczynę przypadłościową ruchu, przez to że stawia opór ruchowi. Ta rewizja poglądów Arystotelesa stanowi część jego szerszej teorii, zwanej teorią impetu, czyli "impulsu", wedle której wszelki ruch ma przyczynę w wewnętrznej sile jakiegoś rodzaju. Teoria impetu w istotny sposób przeformułowała Arystotelejską filozofię przyrody, znajdując uznanie wśród myślicieli średniowiecznych.
Punktem wyjścia dla Filopona jest Arystotelesowa teoria ruchu. Arystoteles tłumaczył ruch pocisku w ramach swojej teorii ruchu następująco: ręka miotacza porusza część powietrza stykającą się z nią, wprawia ona w ruch następną partię powietrza, a ta następną. Pocisk porusza się pomiędzy partiami powietrza, które stanowią serię poruszających-poruszycieli (Fizyka VIII, 10). Filopon odrzuca tą teorię. Twierdzi, że wypuszczając pocisk przekazuje mu się jakąś siłę, która pozostaje w niego wczepiona (conatus) i następnie staje się przyczyną jego ruchu. Pocisk jest więc poruszany nie przez ruch powietrza, ale przez tę wewnętrzną siłę poruszającą (kinētikē dynamis, energeia kinētikē).
Teoria impetu oznaczała koniec arystotelesowskiej dynamiki, ponieważ unieważniała rozróżnienie pomiędzy ruchem naturalnym a wymuszonym. Dla Arystotelesa naturalny ruch ciała czerpie z wewnętrznej przyczyny zmiany. Jest, zachodzącym pod wpływem ciężaru, ruchem w dół. Natomiast pocisk jest poruszany siłą zewnętrzną. Ruch wymuszony zakłada bowiem istnienie zewnętrznego poruszyciela, który wchodzi w kontakt z rzeczą poruszaną. Tymczasem Filopon twierdził, że ruch pocisku czerpie z wewnętrznej siły, która jest mu przekazywana przez miotającego nim. Tym samym czynił zbędnym Arystotelesowe rozróżnienie.

### Materia pierwsza
W swoim wczesnym komentarzu do Arystotelesa Filopon podzielał jego pogląd na temat materii pierwszej jako substancji pozbawionej jakości i trzech wymiarów. W późniejszych pismach (Przeciw Proklosowi) odrzucił pogląd jakoby ciała składały się z bezcielesnej materii pierwszej i trzech wymiarów. Zaczął identyfikować materię pierwszą z trójwymiarową przestrzenią. To właśnie trójwymiarowa przestrzeń stała się dla niego podmiotem wszelkich przypadłości. Podobnie jak Kartezjusz, Filopon uczynił przestrzeń trójwymiarową istotą ciała, tak że nie można myśleć o ciałach poza nią.

## Recepcja

### W świecie arabskim
Filopon był znany w nauce i filozofii muzułmańskiej jako Yahya al-Nahwi. Autorzy arabscy podają szereg informacji i legend z nim związanych. Na podstawie błędu w greckim manuskrypcie przyjmują, że żył w 343 koptyjskim roku Dioklecjana, to jest w roku 627. Okoliczność, że Yahya al-Nahwi mógł żyć w Egipcie w okresie arabskiego podboju tego kraju, stała się kanwą kilku legend z nim związanych, w których spotyka się ze zdobywcą Egiptu, Amr Ibn al-Asem. W jednej z nich arabski generał chętnie słucha argumentów Yahyi przeciw Trójcy Świętej i wieczności świata. W innej wspólnie rozmawiają przeglądając księgozbiór Biblioteki Aleksandryjskiej. W kolejnej historii Yahya jest przewoźnikiem, który sprzedał swą łódź, by uczyć się filozofii. Arabscy autorzy podają, że był uczniem Ammoniusza albo Sewera z Antiochii i jakobitą, a nawet, że był biskupem Aleksandrii, złożonym z urzędu ze względu na wyznawany tryteizm. Źródła arabskie podają obszerną listę przetłumaczonych na arabski dzieł Filopona. Komentarze do pism Arystotelesa obejmują: Kategorie, Topiki, Analityki Pierwsze, Analityki Wtóre, O powstawaniu i ginięciu, Fizykę. Oprócz tego znany jest jego komentarz do Isagogi Porfiriusza i De usu partium Galena, Przeciw Proklosowi o wieczności świata i Przeciw Arystotelesowi, Przeciw Nestoriuszowi i dwa inne niezidentyfikowane pisma polemiczne oraz dwadzieścia traktatów medycznych, których autentyczność jest jednak wątpliwa. Z arabskich tłumaczeń Filopona do czasów współczesnych zachowały się obszerne ekscerpty z komentarza do Fizyki, streszczenie O stworzeniu świata, fragmenty z Przeciw Arystotelesowi i Przeciw Proklosowi.
Zachowane w tłumaczeniu arabskim pisma Filopona, wskazują, że uczonym arabskim były znane główne punkty Filoponowej rewizji Arystotelesa dotyczące ruchu pocisku, możliwości istnienia próżni, trójwymiarowości materii pierwszej, skończoności świata i jego początku w czasie. Argumentację Filopona przeciw wieczności świata przytaczają Al-Kindi (zm. 870), Biruni (ur. 973), Ibn Suwar (zm. po 1017) i dwa inne bezimienne traktaty. Polemizuje z nią Al-Farabi (zm. 950), autor 4 traktatów przeciw argumentom Filopona o skończoności wszechświata. Jego argumenty podejmują potem Awicenna (zm. 1037), Avempace (zm. 1139) i Awerroes (zm. 1198). Przeciw Filoponowi występują też, zapewne ze względów religijnych, filozofowie chrześcijańscy ze szkoły bagdadzkiej.
Większą rolę w rozwoju filozofii muzułmańskiej i żydowskiej odegrały dowody Filopona dotyczące stworzenia świata. Cytują je bez podania źródła filozof arabski Al-Kindi (zm. 870) i żydowski Saadia (zm. 942). Za nimi powtarzają je Albohali (zm. 913), Al-Ghazali (zm. 1111) i Asz Szahrastani (zm. 1153), a wśród Żydów Mojżesz Majmonides (zm. 1204).
Równie znaczącą rolę w rozwoju filozofii arabskiej odegrał komentarz Filopona do Fizyki Arystotelesa. Jego przekładu dokonali na przełomie IX i X wieku Costa ben Luka (zm. 912, księgi I-IV) i Ibn Nā'ima al-Himsi (księgi V-VIII). Myśliciele arabscy podjęli przede wszystkim kwestie dotyczące próżni i ruchu. Jako pierwszy teorię ruchu Filopona wykorzystał Al-Farabi (zm. 950). Polemizował z nią Awicenna (zm. 1037), który stworzył własną teorię "naturalnej skłonności" (mayl). Teorię impetu pod wpływem Awicenny rozwinął potem Abu’l-Barakat (zm. po 1164). W kontekście spadania ciał pracował nad nią Avempace (zm. ok. 1138). Z Filoponowego komentarza do Fizyki korzystali też Ibn al-Samh (zm. 1027) i Ibn al-Tayyib (zm. 1043).

### W Bizancjum
Filozofowie bizantyńscy niewątpliwie korzystali z komentarzy logicznych (do Analityk) i metafizycznych (do Kategorii) Filopona. Na komentarzach Filopona była też oparta prawie cała bizantyńska filozofia przyrody. Prawie w całości znał jego dorobek Focjusz (ok. 810-891) i Michał Psellos (1018-1097.
Z argumentów logicznych Filopona korzystał współczesny mu Sergiusz z Reszainy (zm. 536). Eustracjusz z Nicei (ok. 1050-1130) podjął Filoponową koncepcję intelektu czynnego. W połowie XIII wieku Sofoniasz zajmował się jego komentarzem do Analityk.
Zagadnieniami dotyczącymi świata fizycznego oprócz Sergiusza z Reszainy, zajmował się w XIII wieku Nicefor Blemmydes (1197-ok. 1272), który w swoim Podręczniku logiki i fizyki idzie za komentarzem Filopona do O powstawaniu i ginięciu.
Szereg filozofów bizantyńskich podjęło dorobek Filopona dotyczący stworzoności świata. Z argumentów dotyczących stworzenia świata użytych przeciw Proklosowi korzystał Mikołaj z Metony (zm. 1160/1166). Posługiwali się też nimi Symeon Set (XI wiek), Nicefor Blemmydes i Nicefor Chumnos (ok. 1250-1327), którzy rozwijali, przeciwną Arystotelesowsko-Ptolemejskiej, wizję świata niebieskiego, zbudowanego nie z niezniszczalnej piątej esencji, ale ze zmieszania czterech elementów, w swym istnieniu i ruchu zależnych od woli Bożej. Nicefor Blemmydes rozwinął też idee Filopona dotyczące wieczności.
W psychologii Bizantyńczycy przyjmowali podział Filopona na niższą zwierzęcą i wyższą rozumną część duszy i pogląd o nieśmiertelności tylko duszy rozumnej. Pogląd ten rozwijali Jan Italos (XI wiek), Teodor Metochita (1270-1332) i Sofoniasz.

### Na Zachodzie
Na Zachodzie znajomość Filopona wiąże się z recepcją filozofii arabskiej w XII i XIII wieku. Pisma Filopona nie były raczej znane zachodnim filozofom średniowiecznym. Jedynie komentarz do Analityk wtórych, mógł zostać przełożony około połowy XIII wieku, przez Jakuba z Wenecji. Komentarz do Fizyki został przetłumaczony częściowo na łacinę dopiero w XVI wieku. Również w XVI wieku, w 1540 roku ukazał się przekład z greki komentarza do O powstawaniu i ginięciu Gerolama Begelina. Wpływ Filopona na myśl zachodnioeuropejską dokonał się więc poprzez autorów arabskich.
Z argumentów Filopona przeciw wieczności świata korzystali Wilhelm z Owernii (ur. 1180/1190) i Bonawentura (ok. 1217-1274). Tomasz z Akwinu rozwinął jego pogląd na temat intelektu czynnego w swym sporze z Awerroesem.
Największy wpływ na myśl zachodnią wywarła jednak Filoponowa teoria ruchu. Myśliciele XIII wieku na ogół ją odrzucali. Roger Bacon (ok. 1214-1292) twierdził, że nie może istnieć wpływ poruszającego na rzecz poruszaną tam, gdzie nie ma kontaktu między nimi. Ryszard Rufus z Kornwalii uważał natomiast, że miotający wywiera na pocisk pewien wpływ, proporcjonalny do jego masy. Obydwa te poglądy zreferował w swoich pismach Tomasz z Akwinu. W XIV wieku teoria impulsu rozwinęła się w dwóch kierunkach. Franciszek z Marchii (zm. ok, 1344) i Mikołaj z Oresme (ok. 1320-1382) rozwinęli teorię wyczerpującej się siły (virtus derelicta) działającej w wyrzuconym pocisku. Natomiast Jan Buridan (ok. 1300-1358) opracował teorię stałej siły, którą prawdopodobnie po raz pierwszy nazwał impetus, spowalnianej przez opór zewnętrzny. W XVI wieku teorię impetu rozwijał Giambattista Benedetti (1530-1590). W I połowie XVI wieku Galileusz stworzył na jej podstawie nowożytną koncepcję momentu, określając impetus jako efekt i miarę ruchu i traktując go jako funkcję masy i prędkości. Położył tym samym podwaliny pod teorię bezwładności sformułowaną w tym samym stuleciu przez Isaaca Newtona.

## Lista dzieł Filopona
- Komentarze do Kategorii, Analityk pierwszych, Analityk drugich, O duszy, Meteorologii, Fizyki i Metafizyki Arystotelesa
- Komentarz do Isagogi Porfiriusza
- Rozjemca (Diajtetes e peri henoseos, zachowane w obszernych fragmentach w języku syryjskim)
- Przeciw Proklosowi o wieczności świata (Katá Pròklu perí ajdiòtetos kòsmu, w przekładzie syryjskim, w 18 księgach)
- Przeciw Arystotelesowi (Contra Aristotelem, zachowane w ekscerptach w komentarzach Symplicjusza)
- O stworzeniu świata (Perí kosmopoíjas, w 7 księgach)
- Dysputy nad Paschą (De Paschate)
- Przeciw synodowi chalcedońskiemu (zaginione)
- Przeciw Janowi Scholastykowi (zaginione)
- O Zmartwychwstaniu (zaginione)
- O posągach (zaginione)
- O akcencie (Toniká parangélamata)
- Słownik (Perí ton diaphòros tonuménon kaj diáphora semainònton)
- O pulsie (Perí sphygmú)
- O gorączce (Perí pyretú)
- Komentarz do Podstaw matematyki Nikomachosa z Gerazy